# The Human Centipede III (Final Sequence)
The Human Centipede III (Final Sequence) is een Amerikaans-Nederlandse horrorfilm uit 2015, geschreven en geregisseerd door Tom Six. Het is het tweede vervolg op zijn eigen The Human Centipede (First Sequence). De acteurs die de boosdoeners speelden in het eerste (Dieter Laser) en tweede deel (Laurence R. Harvey) spelen nu samen hoofdrollen, maar allebei als een ander personage dan voorheen.

## Verhaal

### Proloog
De daden van Martin Lomax blijken niet echt gebeurd, maar beelden uit een film genaamd The Human Centipede II. Accountant Dwight Butler is fan van zowel deze titel als zijn voorganger en laat ze zien aan zijn chef, de krankzinnige gevangenisdirecteur William 'Bill' Boss. Hij vindt beide titels belachelijke B-films.

### Hoofdverhaal
Boss is de directeur van een slecht functionerende Amerikaanse gevangenis. Hij probeert tevergeefs respect af te dwingen door extreem geweld te gebruiken. Hij breekt hoogstpersoonlijk armen en waterboardt gedetineerden met kokend water. De gevangenen blijven hem niettemin onverminderd uitschelden en bedreigen.
Gouverneur Hughes komt langs op Boss' kantoor en geeft hem twee weken om zijn resultaten te verbeteren. Lukt dit niet, dan zijn hij en Butler allebei ontslagen. Boss gaat hierdoor over tot het uitvoeren van een langgewenste maatregel die hij zelf heeft verzonnen: het onverdoofd castreren van gevangenen. Omdat hij een hekel heeft aan gevangene 297, neemt hij die als proefpersoon. Hij voert de eerste castratie zelf uit. Dit bevalt hem zo goed, dat hij over wil gaan tot een massale uitvoering van de verminking. Niemand van zijn personeel durft tegen Boss in te gaan. Butler is zijn voetveeg, assistente Daisy moet aan al zijn (ook seksuele) grillen voldoen in ruil voor de vrijheid van haar vader en gevangenisarts Jones weet dat hij nergens anders kan werken omdat hij geen medische vergunning heeft.
Wanneer Boss gevangene 297 bezoekt in de ziekenboeg, blijkt die nog steeds geen greintje respect of angst voor hem te hebben. Daarom moet de directeur toch iets anders verzinnen, alleen heeft hij geen idee wat. Butler stelt daarop voor om alle gevangenen met hun monden aan andermans anussen te naaien, zoals in de The Human Centipede-films. Hij stelt dat ze daardoor fysiek uitermate handelbaar worden en geen grote mond meer kúnnen opzetten. Boss vindt de suggestie belachelijk en ontslaat Butler. Die keert terug met The Human Centipede-regisseur Tom Six om Boss ervan te overtuigen dat de gebeurtenissen in de film 100% medisch mogelijk zijn. Bij het gesprek is ook arts Jones aanwezig. Die verwacht dat de gevangenen met de juiste vitamine-injecties ook aan elkaar genaaid hun hele natuurlijke leven kunnen volbrengen. Butler stelt een paar vervangende manieren voor om de mannen aan elkaar te bevestigen. Dit zodat ze zonder onomkeerbare verminkingen kunnen worden toegevoegd aan de 'menselijke duizendpoot' en er aan het eind van hun gevangenisstraf uitgehaald kunnen worden met alleen littekens aan hun mond en anus.
Boss is overtuigd. Hij schiet met een verdovingsgeweer alle gevangenen plat in hun cellen. Medische teams gaan vervolgens aan de slag om ze per drie aan elkaar te naaien. Daarna worden de drietallen naar een tent op de luchtplaats gebracht en daar aan elkaar bevestigd tot één grote 'gevangenisduizendpoot'. Six blijft erbij om te kijken hoe zijn fictionele filmcreatie werkelijkheid wordt en hij bewijs heeft dat het echt kan. Net nadat de honderden gevangenen allemaal aan elkaar zijn genaaid, keert gouverneur Hughes terug. Boss en Butler presenteren hem trots hun experiment. Ze leggen hem uit dat de menselijke duizendpoot goed is voor een miljardenbesparing op onder meer voedsel, behuizing, het aantal benodigde bewakers en kosten in dagelijkse activiteiten. Daarna toont Boss hem nog een tweede, door hem persoonlijk bedacht project; een 'menselijke rups'. Hierin heeft hij eveneens mannen aan elkaar laten naaien, maar ook hun armen en benen afgehakt. In de menselijke rups zijn exclusief tot levenslang en ter dood veroordeelde criminelen opgenomen. Boss kon hen wél onherstelbaar laten verminken omdat hun straffen geen eindes hebben.
Hughes verlaat walgend de instelling. Hij voorspelt Boss en Butler dat ze de doodstraf te wachten staat. De directeur schiet daarop ten einde raad dokter Jones door het hoofd. Hij wil net hetzelfde doen met Butler, wanneer Hughes terugkeert. Hij heeft zich bedacht. Hij vindt het idee bij nader inzien briljant en gaat zich inzetten om het landelijk ingevoerd te krijgen. Nadat Hughes vertrekt, vieren Boss en Butler hun succes. Die laatste herhaalt trots dat de menselijke duizendpoot zijn idee was. Daarop schiet Boss ook hem door het hoofd.

### Epiloog
Boss staat naakt in een wachttoren, uitkijkend over de alle aan elkaar genaaide gevangenen op het luchtterrein. Intussen schreeuwt hij betekenisloos door een megafoon.

### Alternatief einde
Met de klanken van de schreeuwende Bill Boss door de megafoon, ontwaakt dokter Heiter uit het eerste deel in bed. Buiten regent het. Alles, The Human Centipede 1, 2 en 3 waren dromen van een oud-chirurg. Dit verklaart waarom Dwight exact lijkt op Martin en Bill op Heiter. Heiter staat terneergeslagen bij een lege kooi. Hij zit huilend met een foto van zijn dreihund op schoot. 
Dit einde was te zien als extra op de DVD van the Human Centipede 3. Hiervoor werden gemonteerde beelden en nog nooit gebruikte beelden van The Human Centipede 1 gebruikt.

## Rolverdeling
- Dieter Laser - William 'Bill' Boss
- Laurence R. Harvey - Dwight Butler
- Clayton Rohner - Dr. Jones
- Bree Olson - Daisy
- Eric Roberts - Gouverneur Hughes
- Tom Six - Zichzelf
- Tommy 'Tiny' Lister jr. - Gevangene #178
- Robert LaSardo - Gevangene #297
- Jay Tavare - Gevangene #346
- Carlos Ramirez - Gevangene #109
- Akihiro Kitamura - Gevangene #333

## Ontvangst
The Human Centipede III (Final Sequence) werd nog slechter ontvangen dan de eerste films. Six vond de derde film de grappigste van allemaal, maar de humor werd niet door iedereen gewaardeerd.

## Trivia
- Het begin van het derde deel van The Human Centipede verloopt volgens hetzelfde principe als dat van deel twee: waar in deel twee blijkt dat het eerste deel niet echt, maar een film was, begint het derde deel met duidelijk maken dat hetzelfde geldt voor deel twee.
- Dieter Laser en Laurence R. Harvey, die in de eerste twee films de hoofdrollen speelden, keren in deze film terug in andere rollen.
- Bree Olson (Daisy) speelde in The Human Centipede (Final Sequence) haar eerste rol in een reguliere film. Daarvoor verscheen ze in meer dan 200 pornofilms.